# Гемне-сюр-Скорф
Гемне́-сюр-Скорф (фр. Guémené-sur-Scorff) — коммуна на северо-западе Франции, находится в регионе Бретань, департамент Морбиан, округ Понтиви, кантон Гурен. Расположена в центре полуострова Бретань, в 79 км к северо-востоку от Кемпера и в 65 км к северо-западу от Вана, в 13 км от национальной автомагистрали N164, на правом берегу реки Скорф.
Один из самых привлекательных городов в регионе, расположен в самом центре красивой, лесистой местности. Жители говорят на французском и бретонском языках.
Население (2019) — 1 060 человек.

## История
Основан в XI веке. В средние века, Гемне-сюр-Скорф был важный стратегическим объектом, с большим замком, охранявшем западную часть территории владений герцогов Рохана. В центре города до сих пор сохранилось большое количество старинных зданий.

## Достопримечательности
- Сохранившиеся фрагменты средневекового замка: отдельные крепостные стены и ворота Роган
- Церковь Нотр-Дам XIX века
- Средневековые дома в центре коммуны

## Экономика
Уровень безработицы (2018) — 18,7 % (Франция в целом —  13,4 %, департамент Морбиан — 12,1 %). 

Среднегодовой доход на 1 человека, евро (2018) — 19 130 (Франция в целом — 21 730, департамент Морбиан — 21 830).

## Демография
Динамика численности населения, чел.

## Администрация
Пост мэра Гемне-сюр-Скорф с 2014 года занимает Рене Ле Муллек (René Le Moullec). На муниципальных выборах 2020 года возглавляемый им список одержал победу в 1-м туре, получив 64,70 % голосов.
| Период | Период | Фамилия         | Партия                  | Примечания                            |
| ------ | ------ | --------------- | ----------------------- | ------------------------------------- |
| 1983   | 2001   | Жан Моэк        | Социалистическая партия | член Генерального совета департамента |
| 2001   | 2014   | Кристиан Перрон | Коммунистическая партия | член Генерального совета департамента |
| 2014   |        | Рене Ле Муллек  | Разные левые            | руководящий работник                  |

## Знаменитые уроженцы
- Ипполит Маглуар Биссон (1796-1827), лейтенант французского военно-морского флота, герой Греческой национально-освободительной революции (1821—1829)

## Галерея

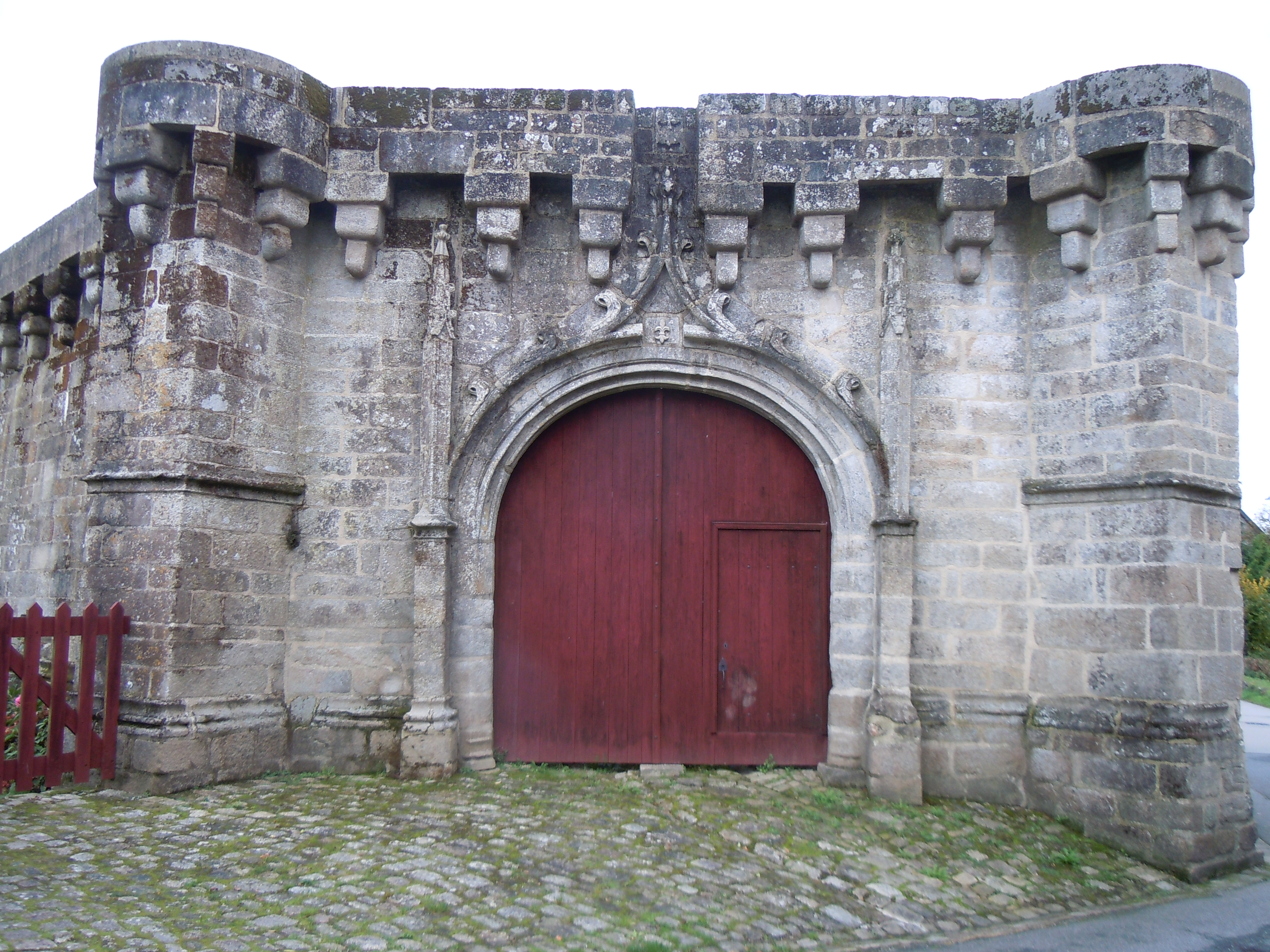
Ворота Роган
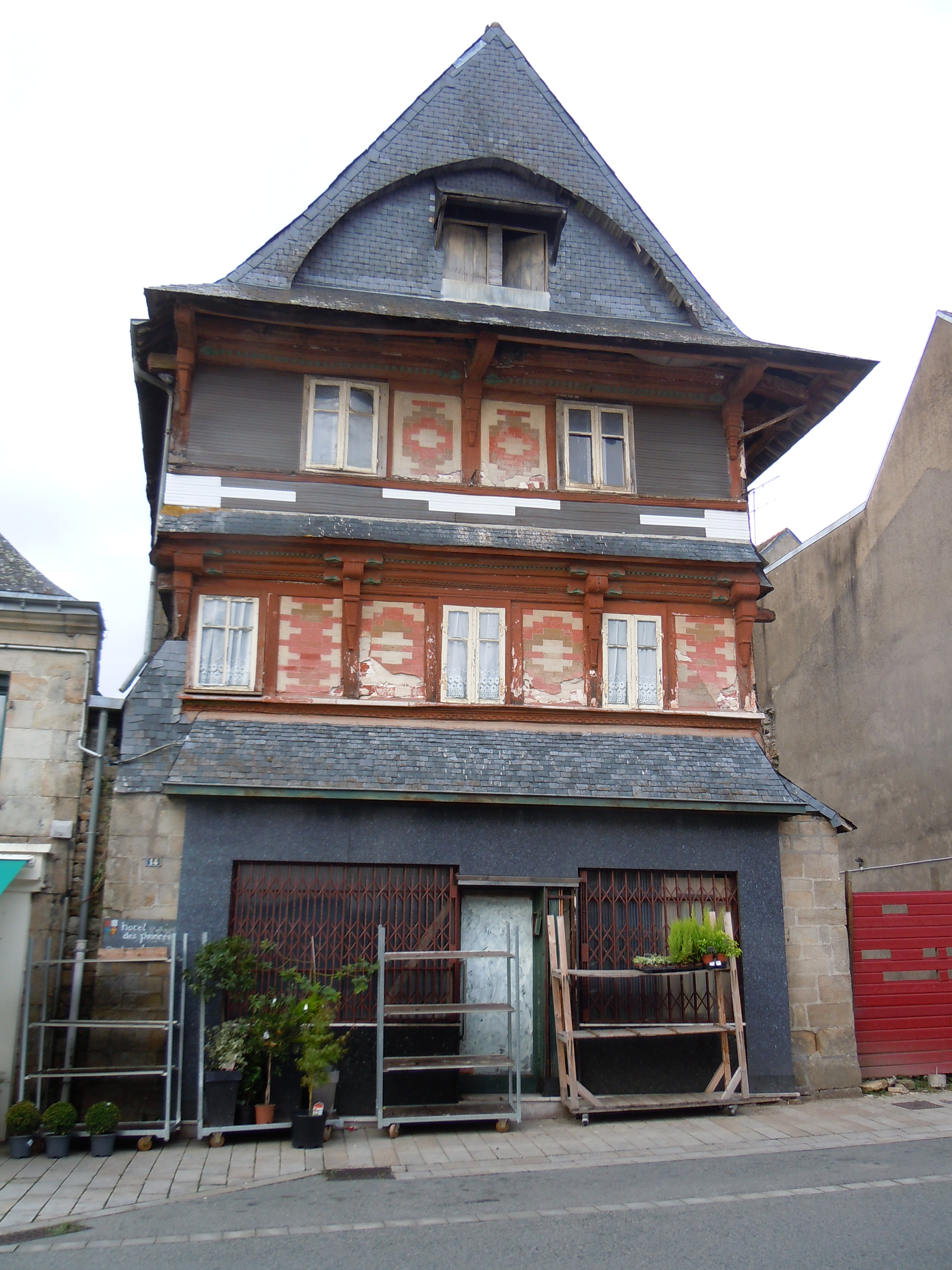
Особняк Отель-де-Принс
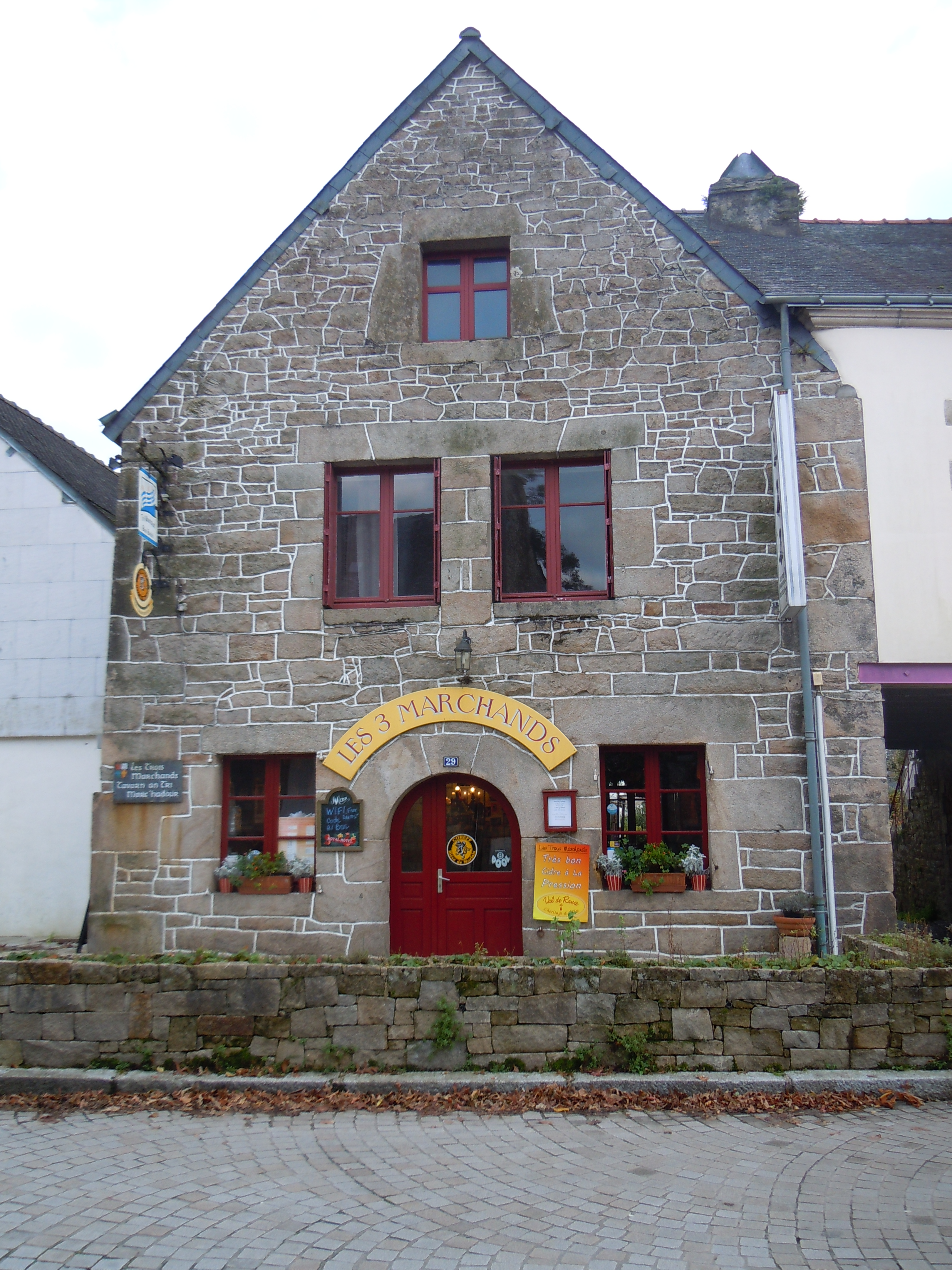
Таверна Труа Маршан            (Три купца)
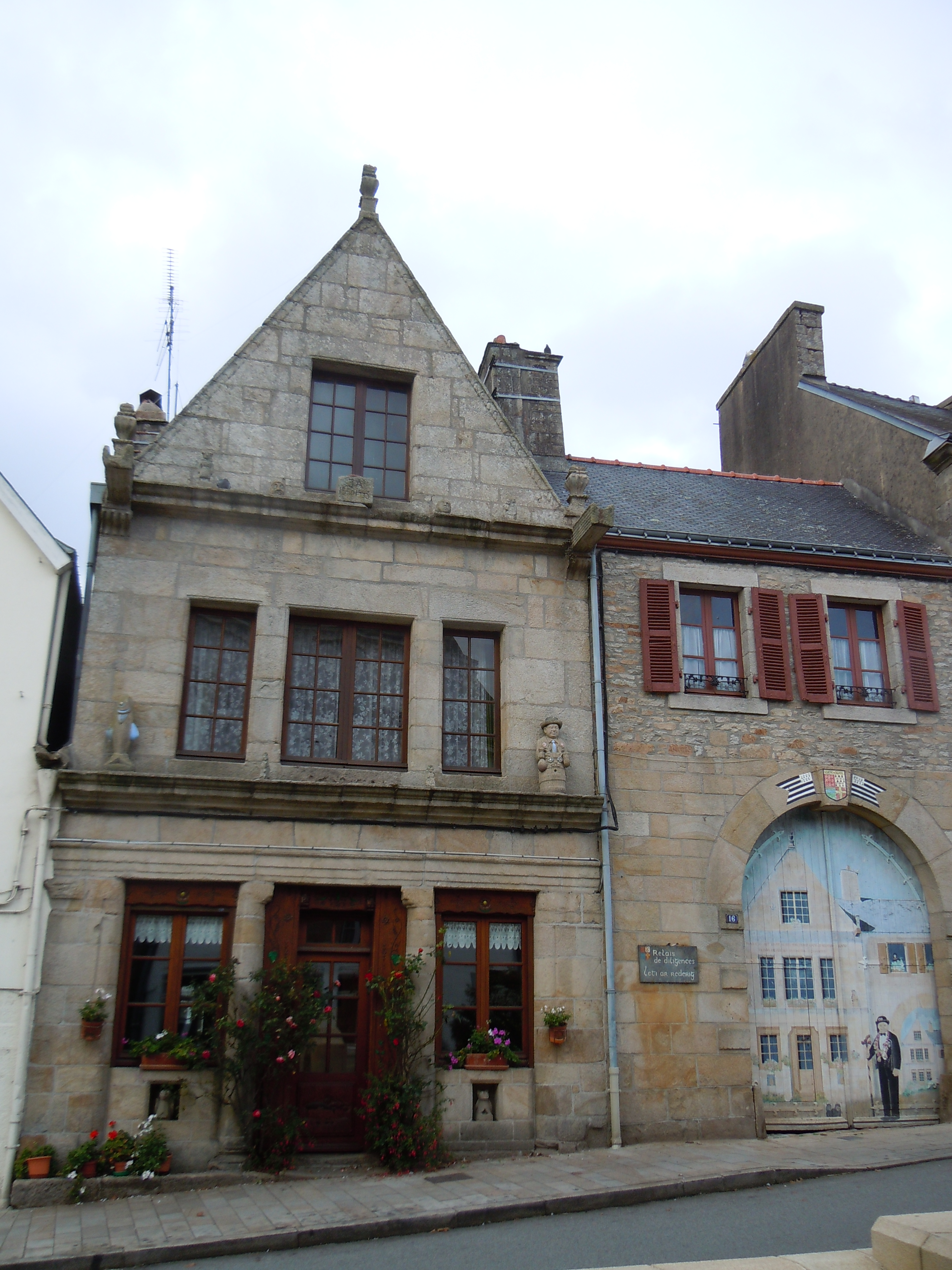
Бывшая станция дилижансов